# No necesito verte (para saberlo)
«No necesito verte (para saberlo)» es una canción y sencillo del álbum Rex Mix de la banda de rock argentina Soda Stereo, escrita por Gustavo Cerati.

## Letra
La letra fue escrita por Gustavo Cerati para Cecilia Amenábar. En julio de 1991 Gustavo le regaló una carta con la letra que más tarde se convertiría en canción, en la época que ellos todavía mantenían una relación a distancia y en secreto. 
Cuando se cumplió el primer aniversario del ACV de Cerati, Cecilia decidió publicarlo a la Editorial Perfil de modo homenaje.

"Si una vez él me dedicó eso a mí, ahora de mí va para él con todo mi amor"

## Música
La música fue compuesta por Gustavo Cerati junto a Daniel Melero.
Cuando inicia la canción se escucha el sonido de sintetizadores con mezcladoras y el bajo de Zeta, después empieza la batería de Charly. Antes del coro se escucha la guitarra de Cerati y continua hasta que termina el solo instrumental, después de eso solo se escucha la batería y el bajo.
A través de la canción se puede escuchar una fracción distorsionada del coro del tema «Come Together» del grupo Primal Scream (la versión promocional del videoclip).

## Versiones
Hay cuatro versiones de la canción, tres son conocidas y una desconocida
- La primera es el track n°4 del álbum Rex Mix.
- La segunda es el remix de la canción como track n.º 5 del álbum Rex Mix con el título No necesito verte (Para saberlo) (Krupa mix). Esta empieza a con la guitarra de Cerati, después se escucha el bajo de Zeta, y la canción empieza como el solo de la versión original. Fue incluida en el álbum Zona de promesas (Mixes 1984-1993) de 1993, siendo esta el track n.º 8 de dicho disco.
- La tercera es otro remix de la canción también incluido en el álbum Rex Mix como último track del disco con el título No necesito verte (Para saberlo) (Candombe Mix), que consiste en la percusión y los bajos de la original.
- La cuarta y desconocida versión es la de la gira El Último Concierto, no fue puesta ni en la versión de CD ni en el DVD, en esta versión hay tres versiones, una es la hecha en el estadio de River Plate, la otra es la hecha en el Estadio Nacional y la última hecha en Monterrey en el Auditorio Coca-Cola, las versiones de Ciudad de México y Venezuela no se encuentran por ahora.

## Lista de canciones
| Vinilo promocional de 7 pulgadas Argentina |                                    |          |  |
| N.º                                        | Título                             | Duración |  |
| 1.                                         | «No necesito verte (Para saberlo)» | 4:14     |  |